# Seibu Railway

Mapa de la red de ferrocarriles de Seibu.

Seibu Railway (西武鉄道株式会社 Seibu Tetsudō Kabushiki-gaisha?) es un conglomerado empresarial con sede en Tokorozawa, Japón, con sus principales áreas de negocio en ferrocarriles, turismo y sector inmobiliario. Las operaciones de  Seibu Railway se centran en el noroeste de Tokio y en la prefectura de Saitama. La etimología de Seibu proviene de la unión de los caracteres de 西部 (Seibu?) y 武蔵国 (Musashi no kuni?), antigua provincia japonesa. Su traducción literal al castellano sería "Ferrocarriles de Musashi occidental".

## Líneas
Seibu Railway opera 12 líneas de ferrocarril que se extienden en el noroeste de Tokio y al suroeste de Saitama.
| Línea                     | Color                             | Símbolo | Recorrido                    | Longitud (km) | Estaciones | Inauguración | Velocidad máxima (km/h) |
| ------------------------- | --------------------------------- | ------- | ---------------------------- | ------------- | ---------- | ------------ | ----------------------- |
| Línea Ikebukuro y ramales |                                   |         |                              |               |            |              |                         |
| Ikebukuro                 |                                   |         | Ikebukuro – Agano            | 57,8          | 31         | 1915         | 105                     |
| Chichibu                  | Agano – Seibu Chichibu            | 19      | 6                            | 1969          | 105        |              |                         |
| Yūrakuchō                 | Nerima – Kotake-Mukaihara         | 2,6     | 3                            | 1983          | 90         |              |                         |
| Toshima                   | Nerima – Toshimaen                | 1,0     | 2                            | 1927          | 60         |              |                         |
| Sayama                    | Nishi-Tokorozawa – Seibukyūjō-mae | 4,2     | 3                            | 1929          | 95         |              |                         |
| Línea Shinjuku y ramales  |                                   |         |                              |               |            |              |                         |
| Shinjuku                  |                                   |         | Seibu Shinjuku – Hon-Kawagoe | 47,5          | 29         | 1894         | 105                     |
| Haijima                   | Kodaira – Haijima                 | 14,3    | 8                            | 1928          | 110        |              |                         |
| Línea Tamako              |                                   |         |                              |               |            |              |                         |
| Tamako                    |                                   |         | Kokubunji – Tamako           | 9,2           | 7          | 1928         | 95                      |
| Línea Kokubunji y ramales |                                   |         |                              |               |            |              |                         |
| Kokubunji                 |                                   |         | Kokubunji – Higashi-Murayama | 7,8           | 5          | 1894         | 85                      |
| Seibuen                   | Higashi-Murayama – Seibuen        | 2,4     | 2                            | 1930          | 90         |              |                         |
| Línea Tamagawa            |                                   |         |                              |               |            |              |                         |
| Tamagawa                  |                                   |         | Musashi-Sakai – Koremasa     | 8,0           | 6          | 1917         | 95                      |
| Línea Yamaguchi           |                                   |         |                              |               |            |              |                         |
| Yamaguchi                 |                                   |         | Tamako – Seibukyūjō-mae      | 2,8           | 3          | 1950         | 50                      |

## Galería de imágenes

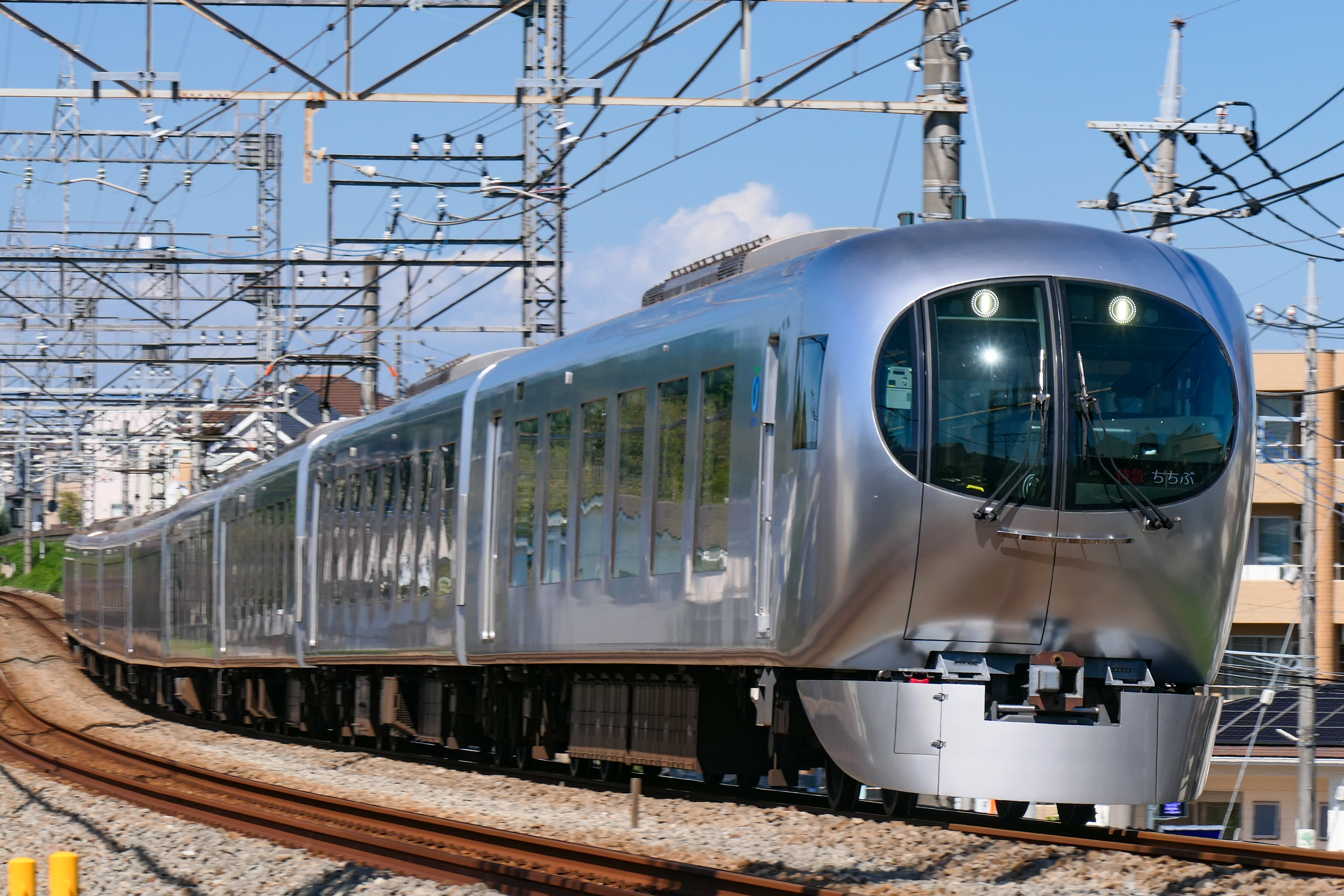
Seibu serie 001 "Laview"
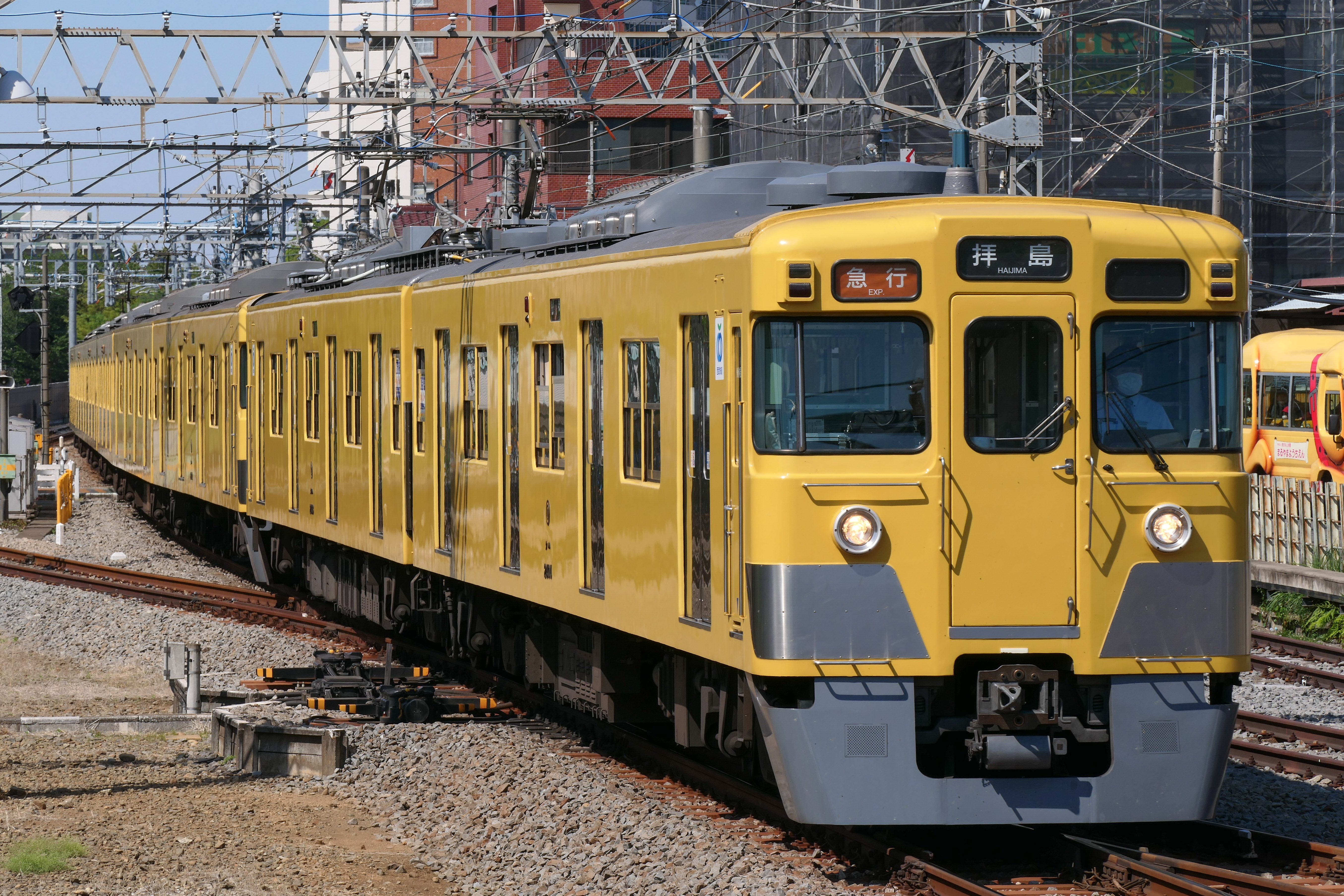
Seibu serie 2000
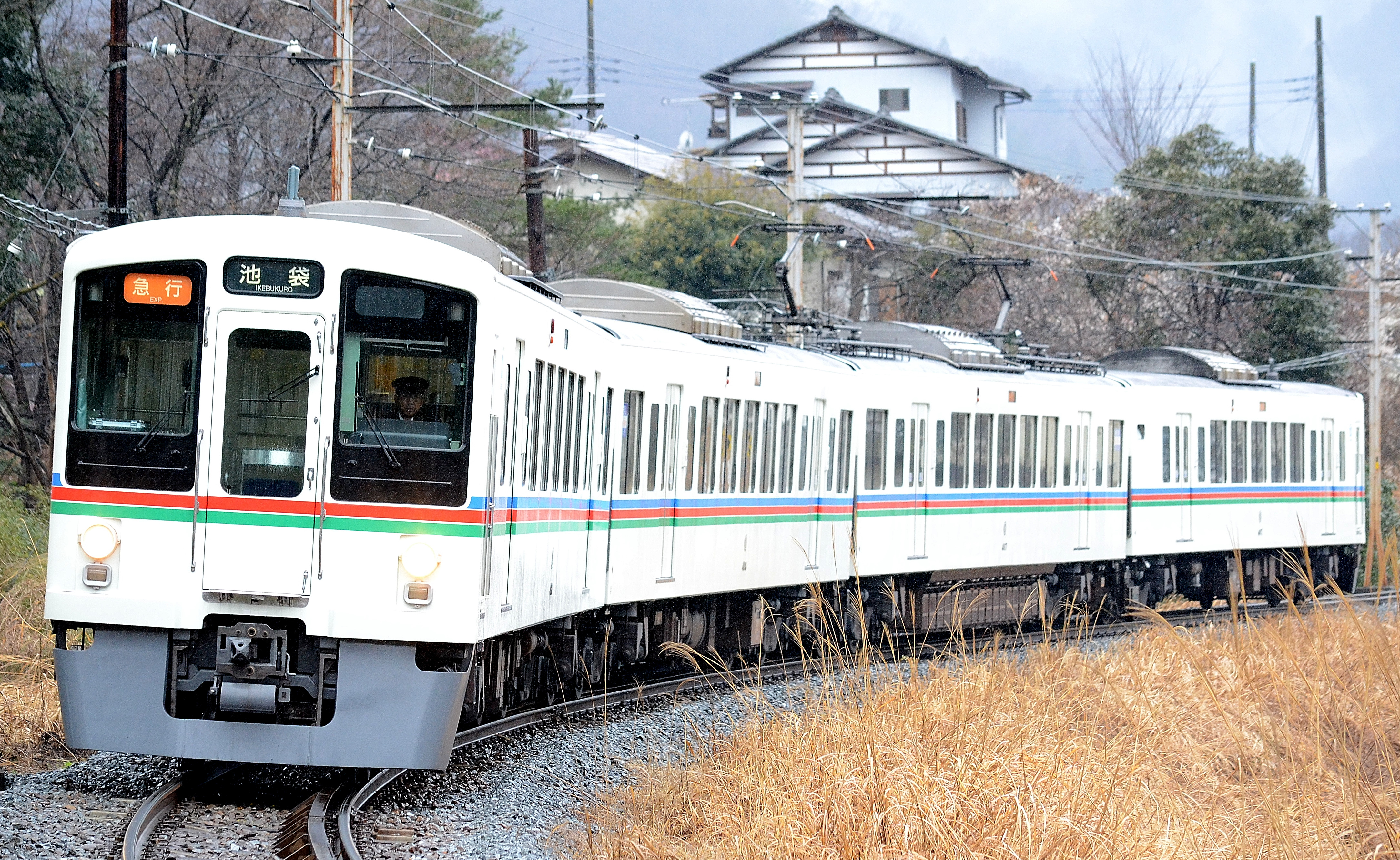
Seibu serie 4000
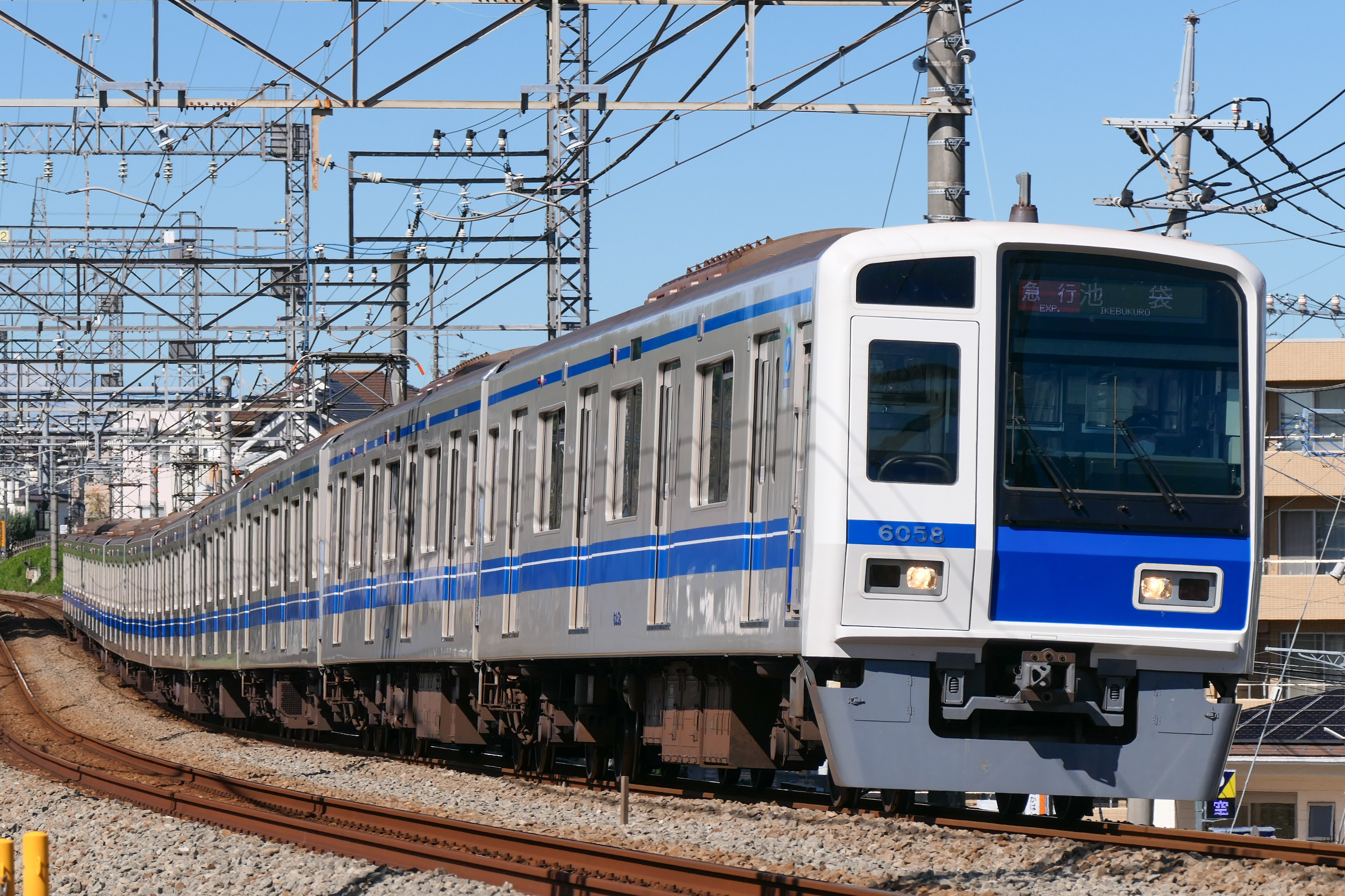
Seibu serie 6000
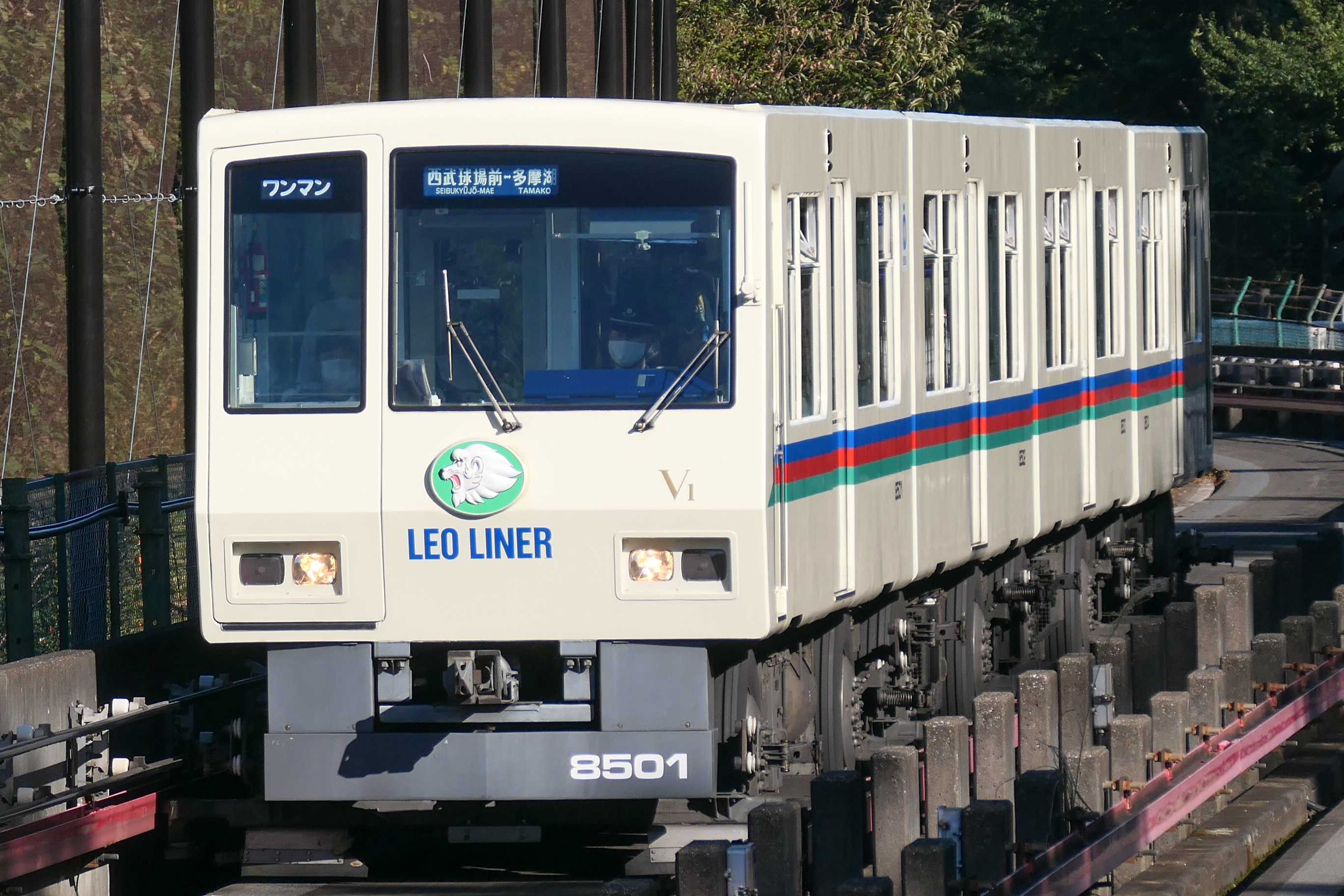
Seibu serie 8500
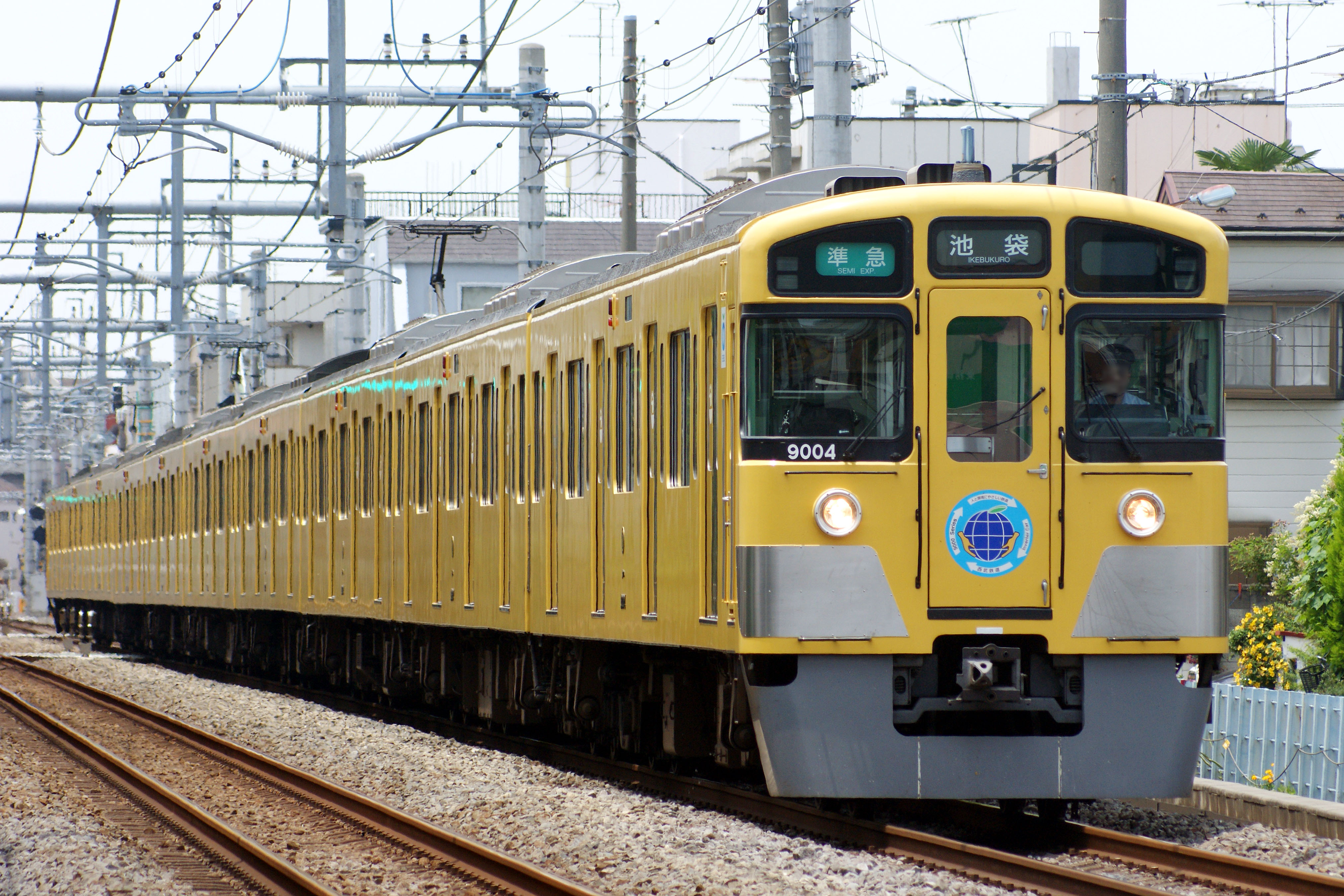
Seibu serie 9000
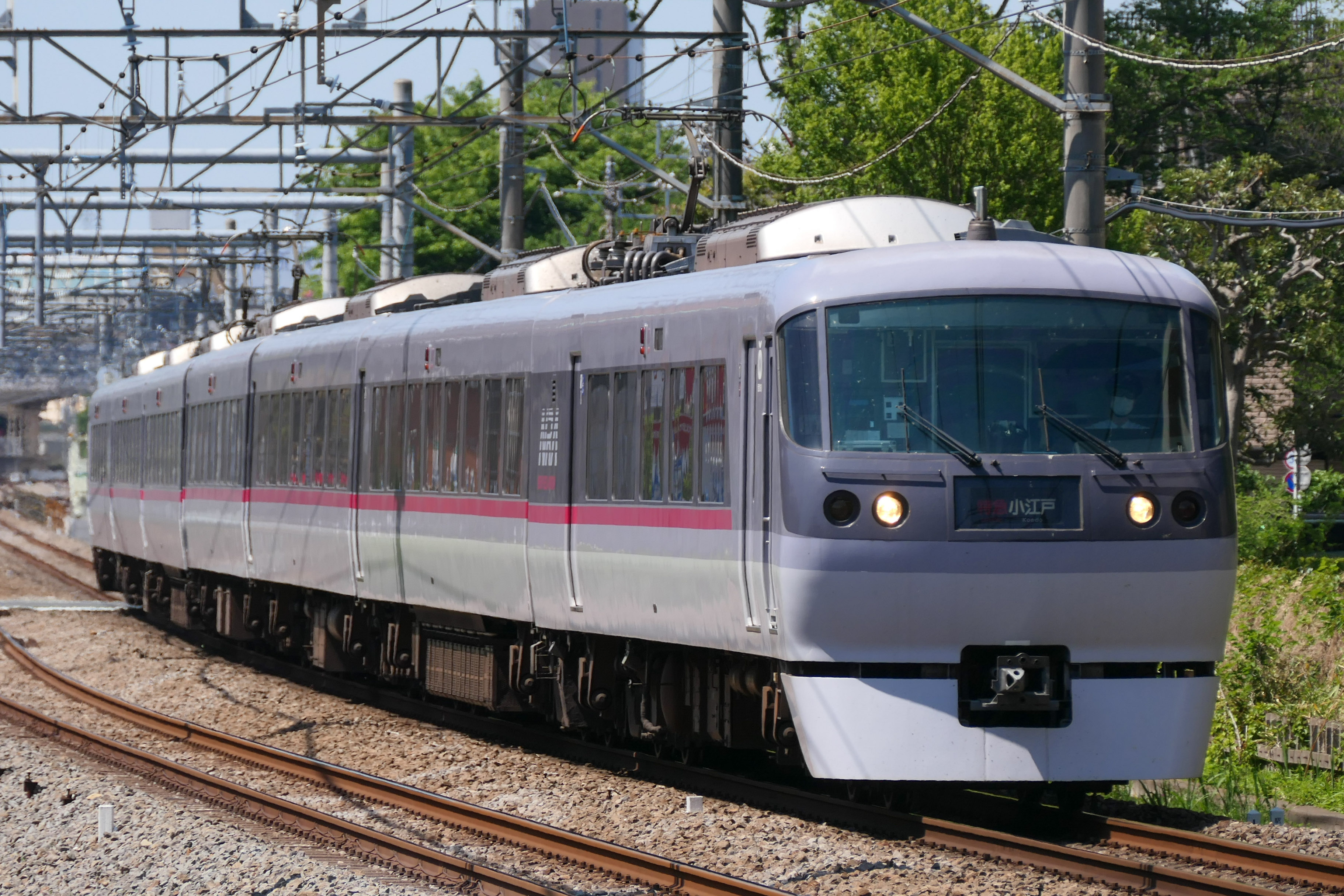
Seibu serie 10000 "New Red Arrow"
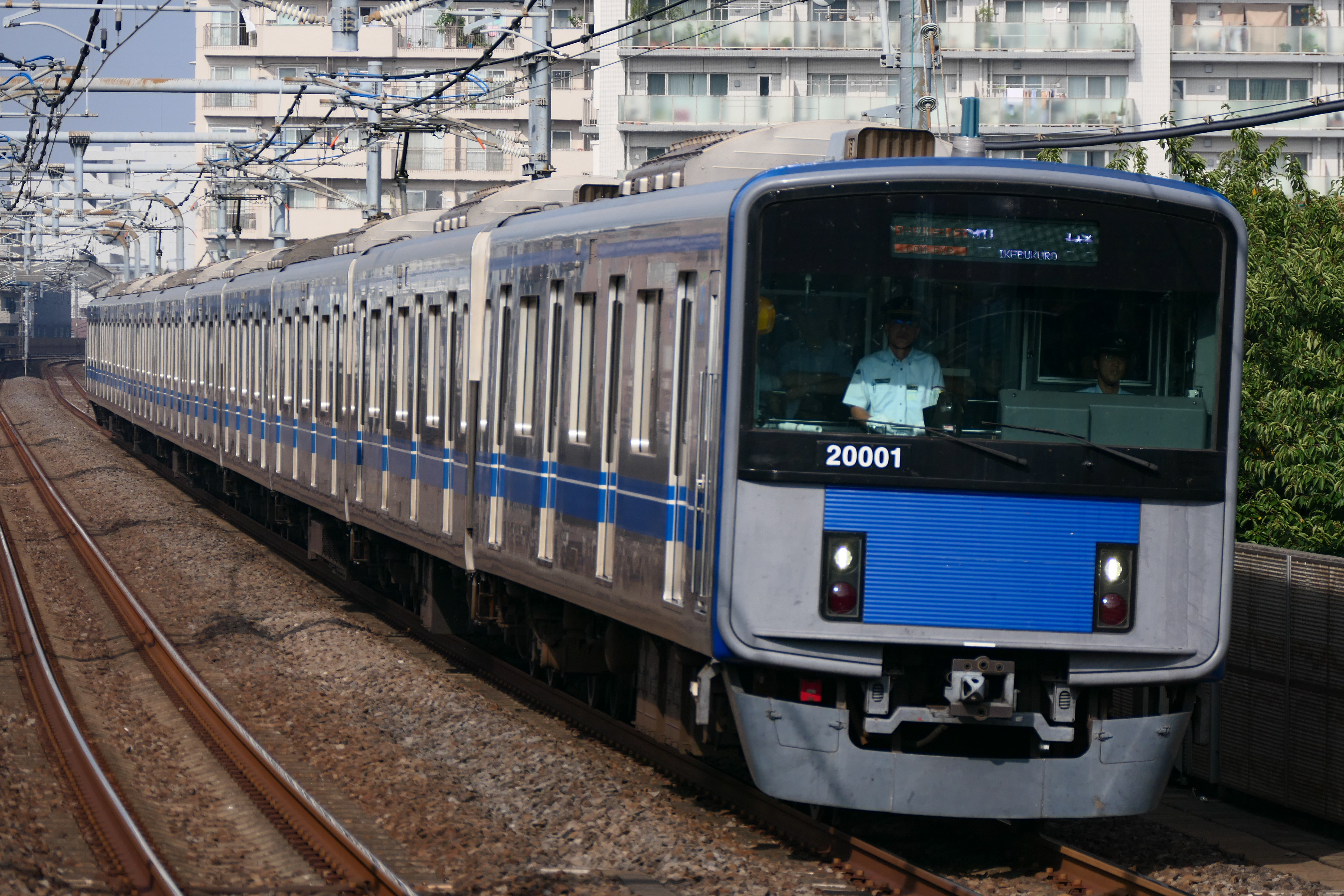
Seibu serie 20000
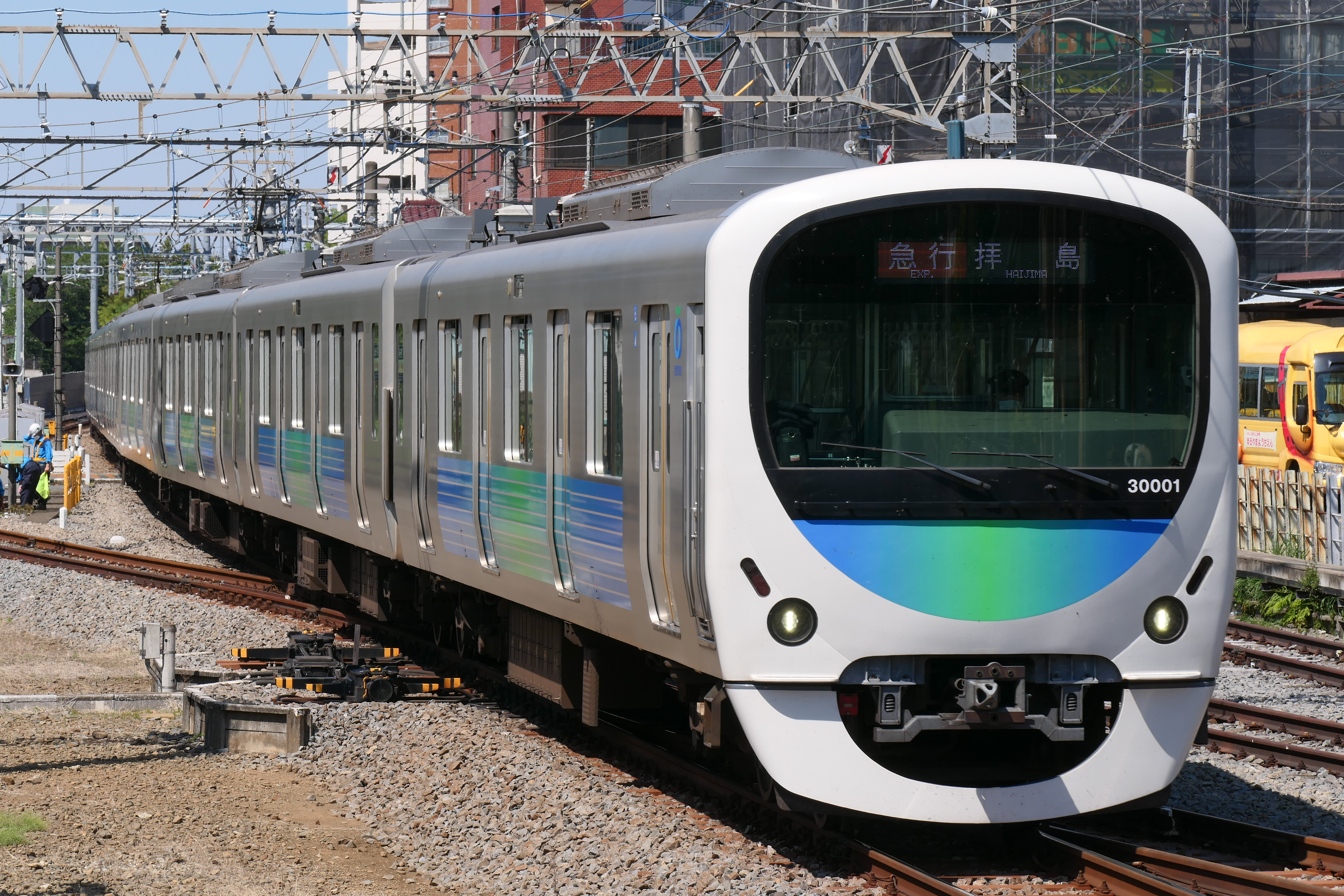
Seibu serie 30000 "Smile Train"
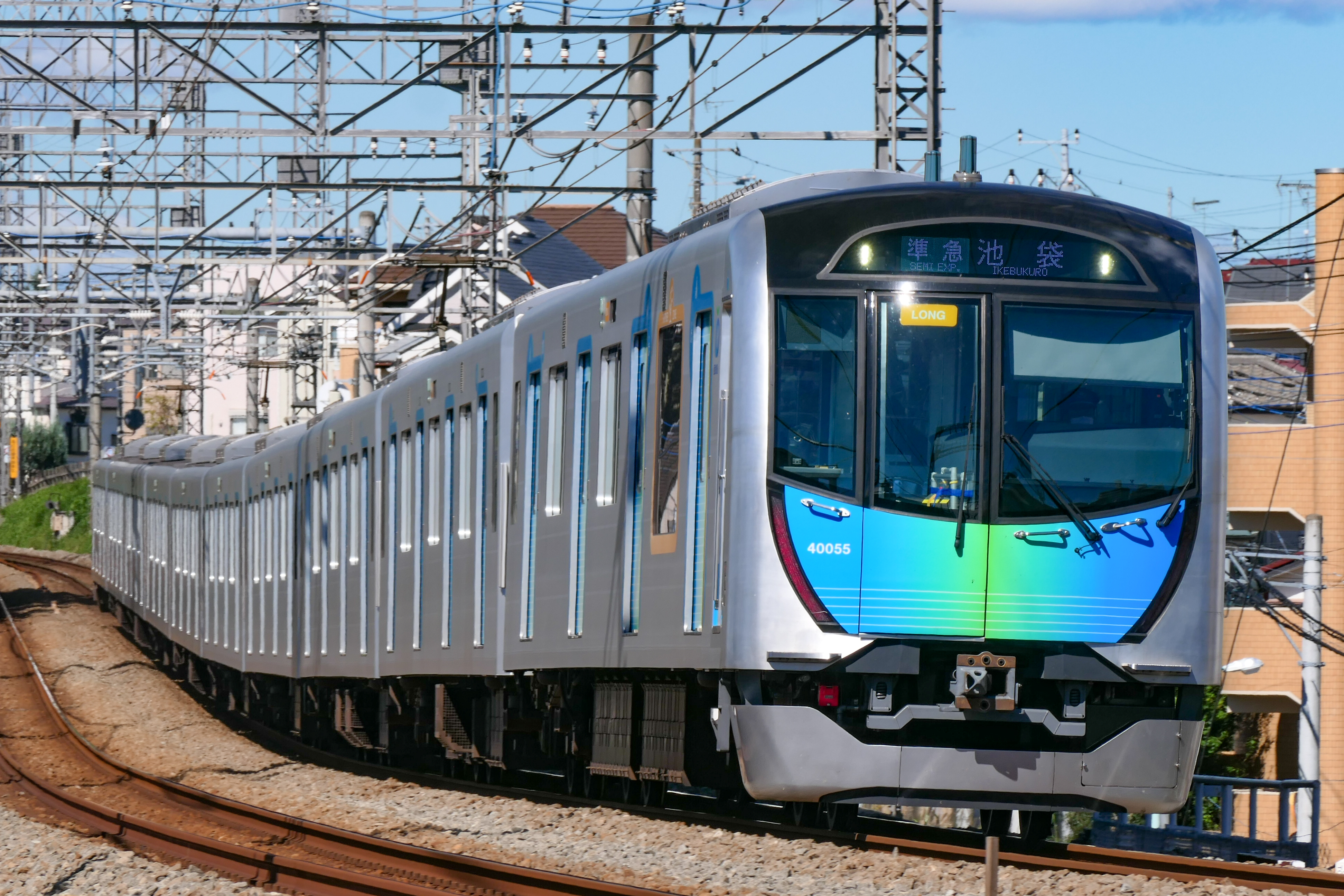
Seibu serie 40000